# Жак Бодр'є
Жак Бодр'є (фр. Jacques Baudrier, 4 травня 1872 — 24 квітня 1947) — французький яхтсмен.
Срібний призер Олімпійських Ігор 1900 року в першому запливі в класі 0,5—1,0 тонна, бронзовий призер 1900 року в другому запливі в класі 0,5—1,0 тонна, 1900 року в першому запливі в класі 1—2 тонни.